# عبد العاطي القبي
عبد العاطي القبي لاعب و مدرب كرة قدم ليبي من مدينة سرت مواليد سنة 1970 تحصل على لقب هداف الدوري الليبي للموسم الرياضي 1998-1999 عندما كان لاعبا في فريق الانطلاق سرت.

## بداياته
بدايات اللاعب كانت في الأزقة و الشوارع ثم انطلقت مع الأندية منذ سنة 1984 وحتى اعتزاله موسم 1999.

## المؤهلات
- شهادة تدريبية من الأكاديمية العربية الإفريقية بمصر الدورة الرابعة 2002 والدورة الخامسة 2003
- شهادة تدريبية من جمهورية التشيك عام 2004
- شهادة تدريبية من جمهورية سلوفاكيا عام 2006
- شهادة تدريبية في كرة القدم من الاتحاد الإنجليزي لكرة القدم (بريطانيا) عام 2007
- شهادة في دراسة الإسعافات الأولية في كرة القدم من الاتحاد الإنجليزي (بريطانيا)2007
- شهادة في دراسة إسعافات الطوارئ الرياضية في كرة القدم من الاتحاد الإنجليزي (بريطانيا) عام2007
- شهادة حضور تدريبات نادي نيوكاسل الإنجليزي عام2008
- شهادة تدريب من أكاديمية نادي نيوكاسل الإنجليزي (بريطانيا) عام 2008
- شهادة تدريب في كرة القدم من الجامعة التونسية لكرة القدم عام2010
- شهادة تأهيلية تحت إشراف الاتحاد الإفريقي في ليبيا عام2010
- رخصة التدريب فئة(c ) من الاتحاد الإفريقي لكرة القدم2010

## التدريب
1. انطلقت مسيرته التدريبية مع نادي خليج سرت سنة 2000 تحديدا كمدرب لفريق الأواسط بالنادي
2. مدربا مساعدا لفريق خليج سرت الأول رفقة المدرب عبد الحفيظ اربيش موسم 2006\2007 - 2008\2009
3. عمل مساعدا للمدرب خافيير كليمنتي حينما تولى الاخير مدرب للمنتخب الليبي لكرة القدم سنة 2016
4. مدربا للفريق الأول بنادي خليج سرت سنة 2011
5. تولى تدجريب منتخب المنطقة الوسطى في ليبيا
6. درب المنتخب الليبي للشباب خلال سنتي 2013\2014 .

## إنجازاته
كلاعب :
- تحصل على لقب هداف الدوري الليبي الموسم الرياضي 1998\1999 مع نادي الانطلاق سرت برصيد 13 هدفا .

كمساعد مدرب :
- تحصل رفقة المدرب الليبي عبد الحفيظ اربيش على لقب كأس الفاتح العظيم موسم 2006 - مع نادي خليج سرت
- تحصل على لقب كأس الاتحاد العام الليبي لكرة القدم